# Conobathra
Conobathra is een geslacht van vlinders van de familie snuitmotten (Pyralidae), uit de onderfamilie Phycitinae.

## Soorten
- C. atelogramma Meyrick, 1937
- C. automorpha Meyrick, 1886
- C. bifidella Leech, 1889
- C. birgitella Roesler, 1975
- C. ferruginella Wileman, 1911
- C. frankella Roesler, 1975
- C. kuldgensis Ragonot, 1887
- C. maisongrossalis Viette, 1953
- C. pauperculella Wileman, 1911
- C. rubiginella Inoue, 1982
- C. saalmulleri Ragonot, 1888
- C. sirani Roesler & Kuppers, 1981
- C. subflavella Inoue, 1982
- C. tricolorella Inoue, 1982